# Yemişveren, Güroymak
Yemişveren là một xã thuộc huyện Güroymak, tỉnh Bitlis, Thổ Nhĩ Kỳ. Dân số thời điểm năm 2011 là 587 người.